# Brachyllus gressitti
Brachyllus gressitti är en skalbaggsart som beskrevs av Frey 1971. Brachyllus gressitti ingår i släktet Brachyllus och familjen Melolonthidae. Inga underarter finns listade.